# Spiniphilus spinicornis
Spiniphilus spinicornis é uma espécie de coleóptero da tribo Philiini (Philinae); com distribuição restrita apenas na província de Yunnan (China).

## Sistemática
- Ordem Coleoptera
  - Subordem Polyphaga
    - Infraordem Cucujiformia
      - Superfamília Chrysomeloidea
        - Família Vesperidae
          - Subfamília Philinae
            - Tribo Philiini
              - Gênero Spiniphilus
                - Spiniphilus spinicornis (Lin & Bi, 2011)